# Шліц (Гессен)
Шліц (нім. Schlitz) — місто в Німеччині, знаходиться в землі Гессен. Підпорядковується адміністративному округу Гіссен. Входить до складу району Фогельсберг.
Площа — 142,09 км2. Населення становить 9666 ос. (станом на 31 грудня 2020).